# Petrosia puna
Petrosia puna är en svampdjursart som beskrevs av de Laubenfels 1951. Petrosia puna ingår i släktet Petrosia och familjen Petrosiidae. Inga underarter finns listade i Catalogue of Life.